# Capoeta capoeta
Capoeta capoeta és una espècie de peix cipriniforme de la família dels ciprínids.

## Morfologia
Els mascles poden assolir els 41 cm de longitud total.

## Subespècies
- Capoeta capoeta capoeta (Güldenstädt, 1772)
- Capoeta capoeta sevangi (De Filippi, 1865)[3]

## Distribució geogràfica
Es troba al Balutxistan (Pakistan), Àsia occidental i al territori de l'antiga URSS.